# Stiboges
Stiboges is een geslacht van vlinders uit de familie van de prachtvlinders (Riodinidae), onderfamilie Nemeobiinae.
Stiboges werd in 1876 voor het eerst wetenschappelijk beschreven door Butler.

## Soorten
Stiboges omvat de volgende soorten:
- Stiboges lushanica Chou & Yuan, 2001
- Stiboges nymphidia Butler, 1876